# Юнацький чемпіонат Європи з футболу (U-16) 1987
Чемпіонат Європи з футболу серед юнаків віком до 16 років 1987 року — п'ятий розіграш турніру, який пройшов у Франції з 25 травня по 3 червня 1987 року. 

## Скасування титулу переможців
Переможцем стала збірна Італії, яка у фіналі перемогла збірну СРСР із рахунком 1:0. Титул чемпіона був відкликаний невдовзі після закінчення турніру. Дисциплінарна комісія УЄФА ухвалила рішення після того, як Італійська федерація футболу повідомила про порушення регламенту змагання гравцем їх збірної. Стало відомо, що у документах гравця «Фіорентіни» і збірної Італії Ріккардо Сеччі була виявлена помилка: він народився не 28 серпня 1970 року, як було вказно, а 28 липня 1970 року. Це не давало йому права участі у турнірі. Збірна Італії була дискваліфікована, і їй було зараховано поразки 0:3 у всіх матчах турніру, в яких грав Сеччі. Пізніше ФІФА трішки змінила рішення європейських колег і дозволила участь збірної Італії у Чемпіонаті світу серед 17-річних 1987 року в якості трьох кращих команд європейського мундіалю.

## Груповий раунд

### Група A
| Збірна    | І | В | Н | П | ГЗ | ГП | РГ | О |
| --------- | - | - | - | - | -- | -- | -- | - |
| Туреччина | 3 | 2 | 1 | 0 | 2  | 0  | +2 | 7 |
| Греція    | 3 | 0 | 3 | 0 | 1  | 1  | 0  | 3 |
| Данія     | 3 | 0 | 2 | 1 | 2  | 3  | −1 | 2 |
| Ізраїль   | 3 | 0 | 2 | 1 | 1  | 2  | −1 | 2 |

| 25 травня 1987 |

| Туреччина | 0:0 | Греція |
| --------- | --- | ------ |
|           |     |        |

| Орлеан |

| 25 травня 1987 |

| Данія | 1:1 | Ізраїль |
| ----- | --- | ------- |
|       |     |         |

| Евре |

| 27 травня 1987 |

| Туреччина | 1:0 | Ізраїль |
| --------- | --- | ------- |
|           |     |         |

| Мант-ла-Віль |

| 27 травня 1987 |

| Данія | 1:1 | Греція |
| ----- | --- | ------ |
|       |     |        |

| Сент-Уан-сюр-Сен |

| 29 травня 1987 |

| Греція | 0:0 | Ізраїль |
| ------ | --- | ------- |
|        |     |         |

| Комп'єнь |

| 29 травня 1987 |

| Туреччина | 1:0 | Данія |
| --------- | --- | ----- |
|           |     |       |

| Люсе |

### Група B
| Збірна     | І | В | Н | П | ГЗ | ГП | РГ | О |
| ---------- | - | - | - | - | -- | -- | -- | - |
| Франція    | 3 | 2 | 1 | 0 | 6  | 2  | +4 | 7 |
| Португалія | 3 | 2 | 0 | 1 | 5  | 3  | +2 | 6 |
| Шотландія  | 3 | 0 | 2 | 1 | 4  | 6  | −2 | 2 |
| НДР        | 3 | 0 | 1 | 2 | 2  | 6  | −4 | 1 |

| 25 травня 1987 |

| Шотландія | 2:2 | НДР |
| --------- | --- | --- |
|           |     |     |

| Сен-Назер |

| 25 травня 1987 |

| Франція | 2:1 | Португалія |
| ------- | --- | ---------- |
|         |     |            |

| Сен-Бріє |

| 27 травня 1987 |

| Франція | 1:1 | Шотландія |
| ------- | --- | --------- |
|         |     |           |

| Ванн |

| 27 травня 1987 |

| Португалія | 1:0 | НДР |
| ---------- | --- | --- |
|            |     |     |

| Кемпер |

| 29 травня 1987 |

| Португалія | 3:1 | Шотландія |
| ---------- | --- | --------- |
|            |     |           |

| Редон |

| 29 травня 1987 |

| Франція | 3:0 | НДР |
| ------- | --- | --- |
|         |     |     |

| Лор'ян |

### Група C
| Збірна            | І | В | Н | П | ГЗ | ГП | РГ | О |
| ----------------- | - | - | - | - | -- | -- | -- | - |
| Італія            | 3 | 1 | 2 | 0 | 5  | 4  | +1 | 5 |
| ФРН               | 3 | 1 | 2 | 0 | 5  | 4  | +1 | 5 |
| Чехословаччина    | 3 | 0 | 2 | 1 | 2  | 3  | −1 | 2 |
| Північна Ірландія | 3 | 0 | 2 | 1 | 2  | 3  | −1 | 2 |

| 25 травня 1987 |

| Італія | 2:1 | Чехословаччина |
| ------ | --- | -------------- |
|        |     |                |

| Ваньє |

| 25 травня 1987 |

| ФРН | 2:1 | Північна Ірландія |
| --- | --- | ----------------- |
|     |     |                   |

| Шомон |

| 27 травня 1987 |

| Північна Ірландія | 1:1 | Італія |
| ----------------- | --- | ------ |
|                   |     |        |

| Віттель |

| 27 травня 1987 |

| ФРН | 1:1 | Чехословаччина |
| --- | --- | -------------- |
|     |     |                |

| Монбельяр |

| 29 травня 1987 |

| ФРН | 2:2 | Італія |
| --- | --- | ------ |
|     |     |        |

| Епіналь |

| 29 травня 1987 |

| Північна Ірландія | 0:0 | Чехословаччина |
| ----------------- | --- | -------------- |
|                   |     |                |

| Мюлуз |

### Група D
| Збірна    | І | В | Н | П | ГЗ | ГП | РГ | О |
| --------- | - | - | - | - | -- | -- | -- | - |
| СРСР      | 3 | 3 | 0 | 0 | 9  | 1  | +8 | 9 |
| Норвегія  | 3 | 1 | 1 | 1 | 3  | 4  | −1 | 4 |
| Австрія   | 3 | 0 | 2 | 1 | 1  | 2  | −1 | 2 |
| Югославія | 3 | 0 | 1 | 2 | 1  | 7  | −6 | 1 |

| 25 травня 1987 |

| СРСР | 4:0 | Югославія |
| ---- | --- | --------- |
|      |     |           |

| Ле-Ман |

| 25 травня 1987 |

| Норвегія | 0:0 | Австрія |
| -------- | --- | ------- |
|          |     |         |

| Пуатьє |

| 27 травня 1987 |

| Норвегія | 2:0 | Югославія |
| -------- | --- | --------- |
|          |     |           |

| Туар |

| 27 травня 1987 |

| СРСР | 1:0 | Австрія |
| ---- | --- | ------- |
|      |     |         |

| Блуа |

| 29 травня 1987 |

| Югославія | 1:1 | Австрія |
| --------- | --- | ------- |
|           |     |         |

| Анже |

| 29 травня 1987 |

| СРСР | 4:1 | Норвегія |
| ---- | --- | -------- |
|      |     |          |

| Тур |

## Плей-оф

### Півфінали
| 1 червня 1987 |

| Італія | 1:0 | Туреччина |
| ------ | --- | --------- |
|        |     |           |

| Реймс |

| 1 червня 1987 |

| СРСР | 0:0      | Франція |
| ---- | -------- | ------- |
|      |          |         |
|      | Пенальті |         |
|      | 3:0      |         |

| Руан |

### Матч за 3-тє місце
| 3 червня 1987 |

| Франція | 3:0 | Туреччина |
| ------- | --- | --------- |
|         |     |           |

| Монтатер |

### Фінал
| 3 червня 1987 |

| Італія    | 1:0 | СРСР |
| --------- | --- | ---- |
| Галло 65' |     |      |

| Парк-де-Пренс, Париж Арбітр: Віланд Циллер |